# Tengere veldmuur
Tengere veldmuur (Sabulina tenuifolia, synoniemen: Minuartia hybrida, Minuartia tenuifolia en Alsine tenuifolia ) is een eenjarige plant, die tot de anjerfamilie behoort. De soort staat op de Nederlandse Rode Lijst van planten als zeer zeldzaam en zeer sterk in aantal afgenomen. Deze plant is in Nederland wettelijk beschermd sinds 1 januari 2017 door de Wet Natuurbescherming. De plant komt van nature voor van West-Europa tot Zuidwest-Azië.
De plant wordt 5-25 cm hoog en heeft rechtopstaande, los vertakte stengels, die alleen bovenaan kleverig behaard zijn. De bladeren zijn lijnvormig en vanaf de voet naar de zeer spitse top versmald.
Tengere veldmuur bloeit in juni en juli met witte, 6 mm grote bloemen. De vrijstaande, eirond-lancetvormige, toegespitste kelkbladen zijn langer dan de kroonbladen, maar korter dan de vrucht en hebben een smalle, vliezige rand.
De vrucht is een dehiscente, een openspringende doosvrucht.
Tengere veldmuur komt voor op matig vochtige, matig voedselrijke kalkgrond. Ook is de plant langs spoorlijnen te vinden.

## Namen in andere talen
- Engels: Fine-leaved sandwort
- Frans: Alsine à feuilles ténues